# Hamburg-Wellingsbüttel

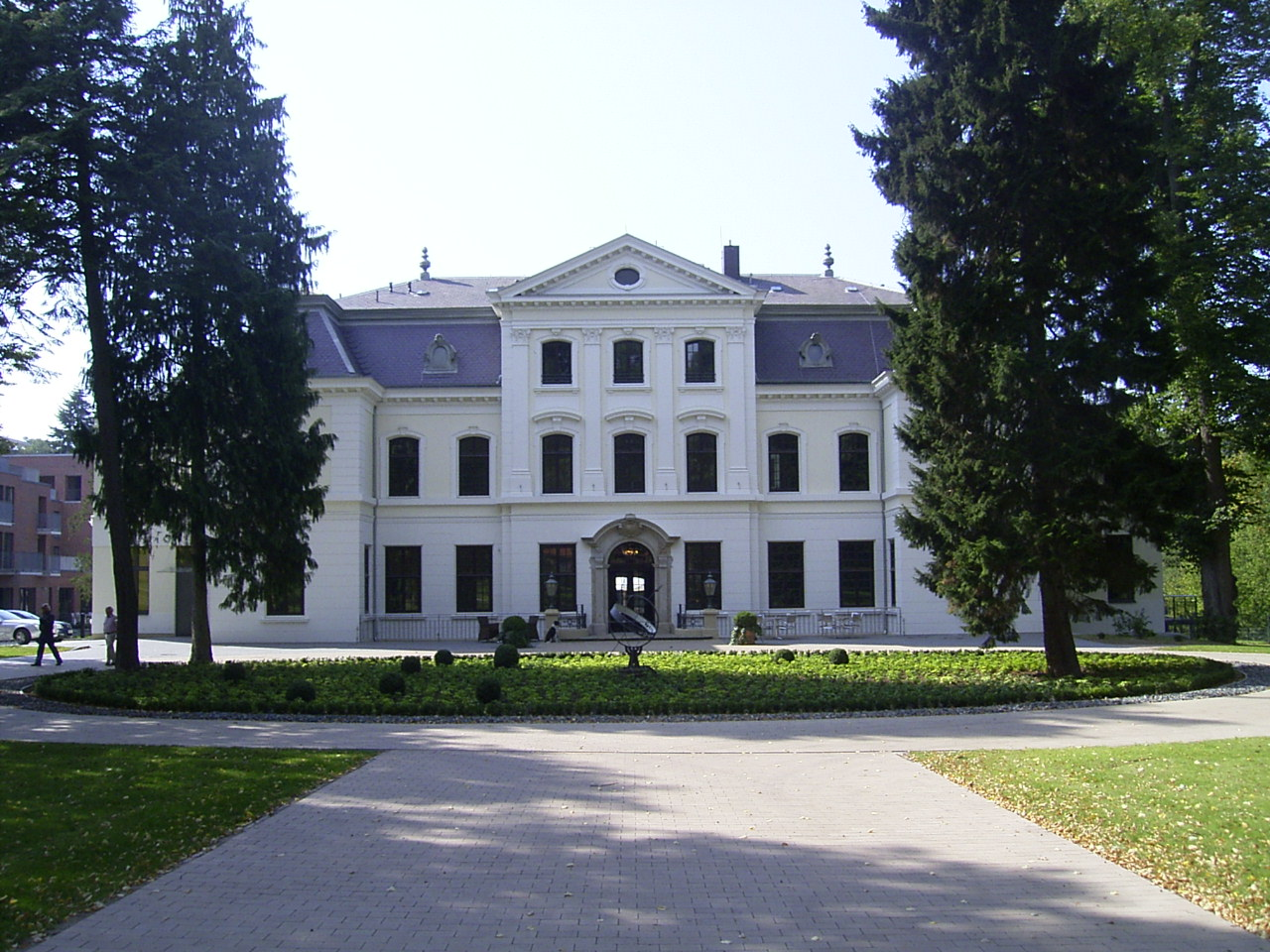
Das Herrenhaus an der Alster im Jahre 2006

Wellingsbüttel ist ein Hamburger Stadtteil im Bezirk Wandsbek, der bis 2008 zum früheren Ortsamtsgebiet Alstertal gehörte.

## Geografie
Der überwiegend von Wohngebieten geprägte Stadtteil grenzt im Norden an Poppenbüttel, zum Teil durch den Alsterlauf begrenzt. Im Osten liegt Sasel, im Süden Bramfeld, im Südwesten Ohlsdorf und im Nordwesten, ebenfalls jenseits der Alster, Hummelsbüttel.

## Geschichte
Ältere Grabstätten in der Nähe des Knasterbergs lassen auf eine Besiedlung der Wellingsbüttler Gemarkung in prähistorischer Zeit schließen. Dort sind neben einem noch älteren Grab zwei bronzezeitliche Gräber aus der Zeit um 1600 vor Christi und um 1300 vor Christi aufgefunden worden. Der Knasterberg selbst wird ebenfalls als Grabstätte aus der mittleren Bronzezeit angesehen.
Wellingsbüttel wurde erstmals 1296, als das Nonnenkloster Herwardeshude die Zehntabgabe in Form von Roggen und Hafer erwarb, urkundlich erwähnt und damals Waldingsbutle oder auch Waldegesbutle genannt. Der Name geht auf eine Gründung durch einen Sachsen namens Walding um 800 bis um 900 nach Christi zurück und das Dorf wird damals Waldingesgibudli geheißen haben. Um 1380 befand sich Wellingsbüttel im Besitz vom Emeke und Marquard Struß (oder Strutz), die es 1382 für 80 Mark an die Hamburger Bürger Marquard und Thomas Ove verkauften. Es befand sich seit 1412 im Besitz der Bremer Erzbischöfe, die es vornehmlich an Hamburger Domherren und Bürger verpfändeten, so zuerst 1412 für 70 Mark an Make Hoyerstorf und Hinrick Papendorf. Diese verschenkten das Dorf um 1430 an das Nonnenkloster Herwardeshude, das bereits das Zehntrecht besaß. Das Bremer Erzbistum bestritt jedoch das Recht des Klosters und nach längerem Streit erhielt das Erzbistum mit Hilfe des Rats der Stadt Hamburg 1482 gegen Erstattung der Pfandsumme sein Eigentumsrecht zurück. Von 1497 bis 1540 war es nacheinander an die Domherren Johann Murmeister, Peter Blome und Heinrich Banskow verpfändet. Anschließend wurde das Dorf nicht mehr verpfändet, sondern verlehnt. Zunächst erhielt es 1542 die Hamburger Familie Kalenberg, die bereits einen Bauernhof im Ort gekauft hatte. Nach einem kurzen Intermezzo Anfang der 1570er Jahre, als der Jurist Schiefer Wellingsbüttel besaß, wurde es 1574 an Heinrich Rantzau, dem bereits Wandsbek gehörte, verlehnt. Die Familie Rantzau hielt das Lehen bis 1627, als es nach dem Tod von Heinrichs Sohn Gerhard Rantzau wieder an das Ertzbistum zurückfiel. In den folgenden hundert Jahren wurde Wellingsbüttel sowohl 1627 und 1643 vom Dreißigjährigen Krieg, als auch vom schwedisch-dänischen Krieg ab 1658 und vom Großen Nordischen Krieg ab 1700 betroffen. Mit dem Westfälischen Frieden 1648 gelangte das Gut an Schweden. Unter Königin Christina wurde Wellingsbüttel 1651 als Allodium vererblicher Besitz des Juristen Reinkingk, letzter Kanzler der Bremer Erzbischöfe, der bereits letzter Lehnsbesitzer unter den Bremer Lehnsherrn war.
1673 erwarb die Familie von Kurtzrock das Gut. Die von Kurtzrocks lenkten die Geschicke des Gutes bis 1806. Theobald von Kurtzrock, kaiserlicher Resident in Bremen, legte in Wellingsbüttel einen Garten an und erbaute eine Brauerei. Um 1750 ließ sein Enkel Theobald Joseph von Kurtzrock, kaiserlicher Minister des Niedersächsischen Kreises und Oberpostmeister zu Hamburg, das Herrenhaus in Wellingsbüttel errichten. 1757 schuf Georg Greggenhofer für ihn das Torhaus.
Im Konflikt zwischen Frankreich/Dänemark und Schweden/England ließ der dänische Regent Friedrich VI. 1806 das Gut besetzen und zwang den Gutsherrn Clemens August v. Kurtzrock zum Verkauf, der immerhin 80.000 Reichstaler einbrachte. 1810 belehnte Friedrich VI. seinen Verwandten Herzog Friedrich Carl Ludwig von Holstein-Beck mit dem Gut und erhob es zum Kanzleigut, wodurch es der landesherrlichen Kanzlei direkt unterstellt war. Nach seinem Tode 1816 musste über den Nachlass der Konkurs eröffnet werden, so dass sein Sohn die Nachfolge in Wellingsbüttel nicht antreten konnte. Zuvor hatten 1813 das Lützowsche Freikorps sowie russische und schwedische Truppen bei der Belagerung Hamburgs gegen die französische Besetzung im Dorf Quartier bezogen und damit zu einer erheblichen Belastung für Gutsherrschaft und Bevölkerung geführt.
Nachdem zunächst der aus Schottland stammende Hamburger Kaufmann Hercules Roß das Gut in öffentlicher Versteigerung aus der Konkursmasse erworben hatte, ging es 1846 in den Besitz von Johann Christian Jauch jun. (1802–1880) Carl Jauch (1828–1880) über. Die Jauchs waren Großbürger zu Hamburg. Unter den Jauchs erlebte das Gut seine Blütezeit. Die Landwirtschaft trat in den Hintergrund, das Gut wurde Schauplatz ausgedehnter Jagden und gesellschaftlicher Ereignisse. Durch Zukauf zahlreicher Landstellen der verarmenden Landbevölkerung brachten die Jauchs das Gut zu seiner größten Ausdehnung. Das Dorf selbst wurde als „königlicher Anteil“ von Wandsbek aus verwaltet. Ab 1866 war das Gut ein preußischer Gutsbezirk, während das Dorf zur Landgemeinde wurde.
1888 erwarb die Bankierswitwe Behrens das Gut von den Erben des Carl Jauch (1828–1888), baute das Herrenhaus um, starb aber bereits 1891. Neuer Besitzer wurde der Hamburger Kaufmann Otto Jonathan Hübbe, der es 1910 in die Alsterthal-Terrain-Gesellschaft m.b.H. einbrachte, die 1912 in der Alsterthal-Terrain-Actien-Gesellschaft (ATAG) aufging. Die ATAG parzellierte das Gut für den Eigenheimbau. Die Verlängerung der Straßenbahn bis Ohlsdorf und später der Bau der Alstertalbahn nach Poppenbüttel mit den Stationen Hoheneichen und Wellingsbüttel machten Wellingsbüttel auch für Hamburger, die in der Stadt tätig waren, interessant. Später kaufte Friedrich Kirsten aus der Reederfamilie Kirsten den Gutshof.
1937 wurde Wellingsbüttel ebenso wie einige andere Gemeinden im preußischen Landkreis Stormarn durch das Groß-Hamburg-Gesetz Teil Hamburgs. Durch die Operation Gomorrha im Zweiten Weltkrieg wurde Wellingsbüttel verhältnismäßig wenig in Mitleidenschaft gezogen. Lediglich ein Gebäude wurde zerstört.
1973 verschwanden die letzten landwirtschaftlichen Flächen und Wellingsbüttel verstädterte endgültig.

## Statistik
- Anteil der unter 18-Jährigen: 18,6 % [Hamburger Durchschnitt: 16,8 % (2023)][10]
- Anteil der Haushalte mit Kindern: 22,5 % [Hamburger Durchschnitt: 17,8 % (2023)][10]
- Anteil der über 64-Jährigen: 26,5 % [Hamburger Durchschnitt: 17,8 % (2023)][10]
- Ausländeranteil: 9,0 % [Hamburger Durchschnitt: 20,7 % (2023)][10]
- Anteil von Leistungsempfängern nach SGB II: 2,3 % [Hamburger Durchschnitt: 10,0 % (2023)][10]
- Arbeitslosenquote: 2,8 % [Hamburger Durchschnitt: 6,2 % (2023)][10]

Wellingsbüttel zählt zu den wohlhabenderen Hamburger Stadtteilen. Die durchschnittlichen jährlichen Einkünfte pro Steuerpflichtigen betrugen hier im Jahre 2020 etwa 116.331 Euro und sind deutlich höher als der Hamburger Durchschnitt (48.035 Euro).

### Bevölkerungsentwicklung
Ab dem Beginn des 20. Jahrhunderts erhöhte sich die Bevölkerungszahl Wellingsbüttels deutlich. Einen weiteren Bevölkerungsschub erhielt Wellingsbüttel im Zweiten Weltkrieg durch die Aufnahme ausgebombter Hamburger.
- 1910: 770[11]
- 1930: 1.500[11]
- 1936: 4.000[11]
- 1939: 4.300[9]
- 1946: 10.000[9]
- 2018: 10.592
- 2023: 11.097[10]

## Religion

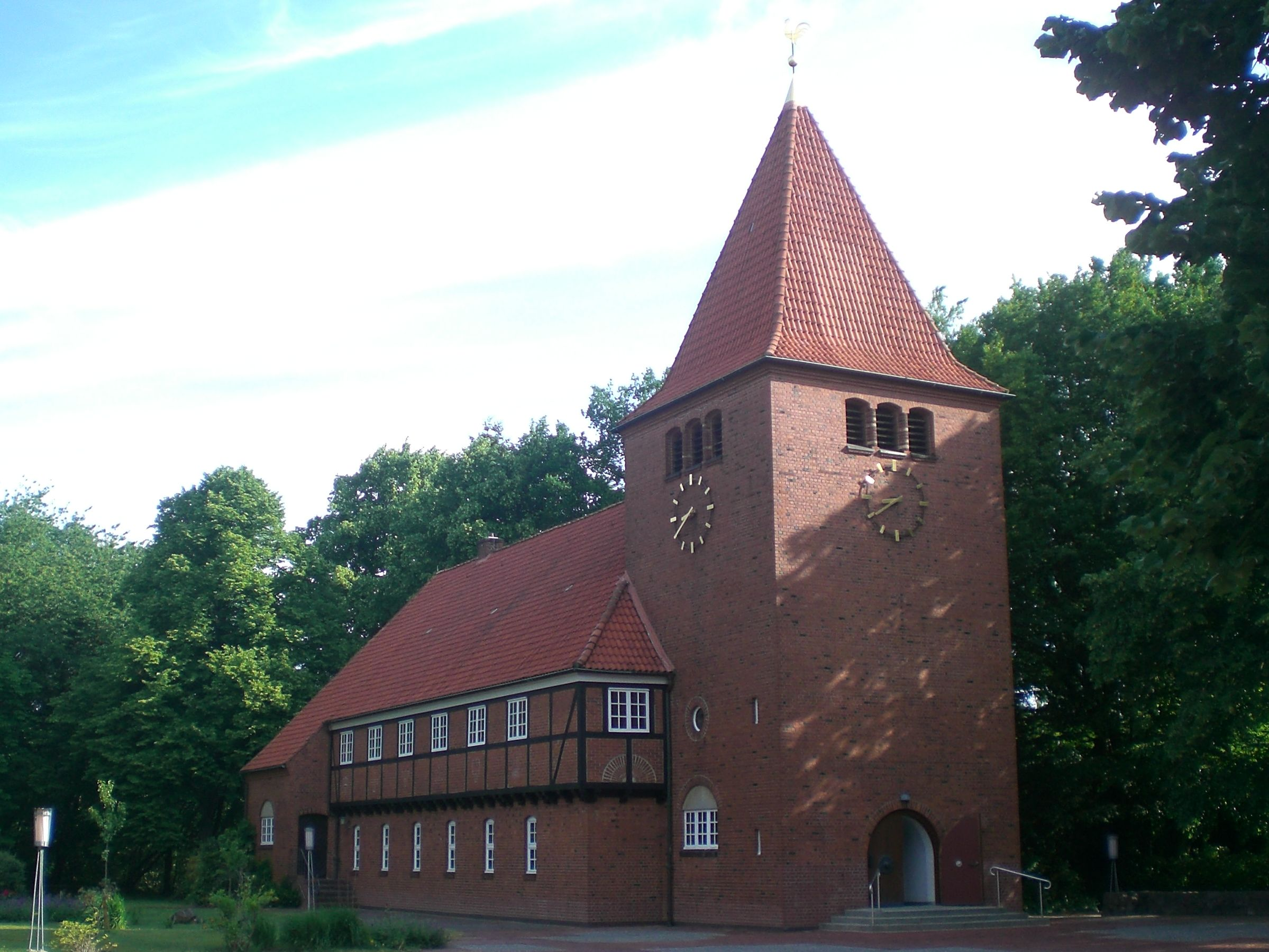
Lutherkirche von 1937.

Ursprünglich dürfte Wellingsbüttel zur Eppendorfer Kirche eingepfarrt gewesen sein. Später gehörte es jedoch über viele Jahrhunderte zur Bergstedter Kirche. Mit der Reformation wurde Wellingsbüttel dann lutherisch. 1899 wurde es innerhalb der Bergstedter Gemeinde dem neugebildeten Bramfelder Pfarrbezirk zugeordnet. Bereits nach acht Jahren wurde dieser Pfarrbezirk unter Erweiterung um Steilshoop, das bis dahin weiterhin kirchlich zu Eppendorf gehört hatte, zu einer eigenen Kirchengemeinde erhoben, der die 1913/14 neuerrichtete Osterkirche an der Bramfelder Chaussee als Gemeindekirche diente. Wellingsbüttel erhielt 1933 einen eigenen Hilfsgeistlichen, der Gottesdienste im Herrenhaus abhielt, bis 1937 die Lutherkirche eingeweiht wurde. Ab 1938 bildete Wellingsbüttel dann eine eigene Kirchengemeinde.

## Politik
Für die Wahl zur Hamburgischen Bürgerschaft gehört Wellingsbüttel zum Wahlkreis Alstertal – Walddörfer. Die Bürgerschaftswahl 2025 führte zu folgendem Ergebnis:
| Bürgerschafts- wahl | Wellingsbüttel | Wellingsbüttel | Wellingsbüttel | Wellingsbüttel | Wellingsbüttel | Wellingsbüttel | Wellingsbüttel |
| Bürgerschafts- wahl | CDU            | SPD            | GRÜNE 1)       | AfD            | LINKE 2)       | FDP            | Übrige         |
| ------------------- | -------------- | -------------- | -------------- | -------------- | -------------- | -------------- | -------------- |
| 2025                | 40,7 %         | 29,8 %         | 14,2 %         | 04,6 %         | 03,5 %         | 03,4 %         | 03,8 %         |
| 2020                | 17,5 %         | 39,3 %         | 21,5 %         | 04,3 %         | 04,0 %         | 10,4 %         | 03,0 %         |
| 2015                | 22,9 %         | 41,9 %         | 09,0 %         | 06,3 %         | 03,0 %         | 15,3 %         | 01,6 %         |
| 2011                | 32,3 %         | 39,8 %         | 07,8 %         | –              | 02,3 %         | 14,6 %         | 03,2 %         |
| 2008                | 58,6 %         | 21,7 %         | 07,7 %         | –              | 02,5 %         | 08,7 %         | 00,8 %         |
| 2004                | 62,4 %         | 20,5 %         | 09,0 %         | –              | –              | 05,2 %         | 03,0 %         |
| 2001                | 36,7 %         | 26,1 %         | 07,6 %         | –              | 00,1 %         | 11,5 %         | 18,0 % 3)      |
| 1997                | 43,7 %         | 25,1 %         | 11,2 %         | –              | 00,3 %         | 07,2 %         | 12,5 % 4)      |
| 1993                | 38,9 %         | 25,8 %         | 11,8 %         | –              | –              | 07,7 %         | 15,8 % 5)      |
| 1991                | 51,6 %         | 29,2 %         | 06,1 %         | –              | –              | 11,1 %         | 01,9 %         |
| 1987                | 54,0 %         | 28,7 %         | 04,4 %         | –              | –              | 12,3 %         | 00,7 %         |
| 1986                | 58,2 %         | 23,8 %         | 07,4 %         | –              | –              | 10,0 %         | 00,5 %         |

Bei der Bezirksversammlungswahl gehört der Stadtteil zum Wahlkreis Wellingsbüttel, Sasel. Bei Bundestagswahlen zählt Wellingsbüttel zum Bundestagswahlkreis Hamburg-Nord.

## Bildung

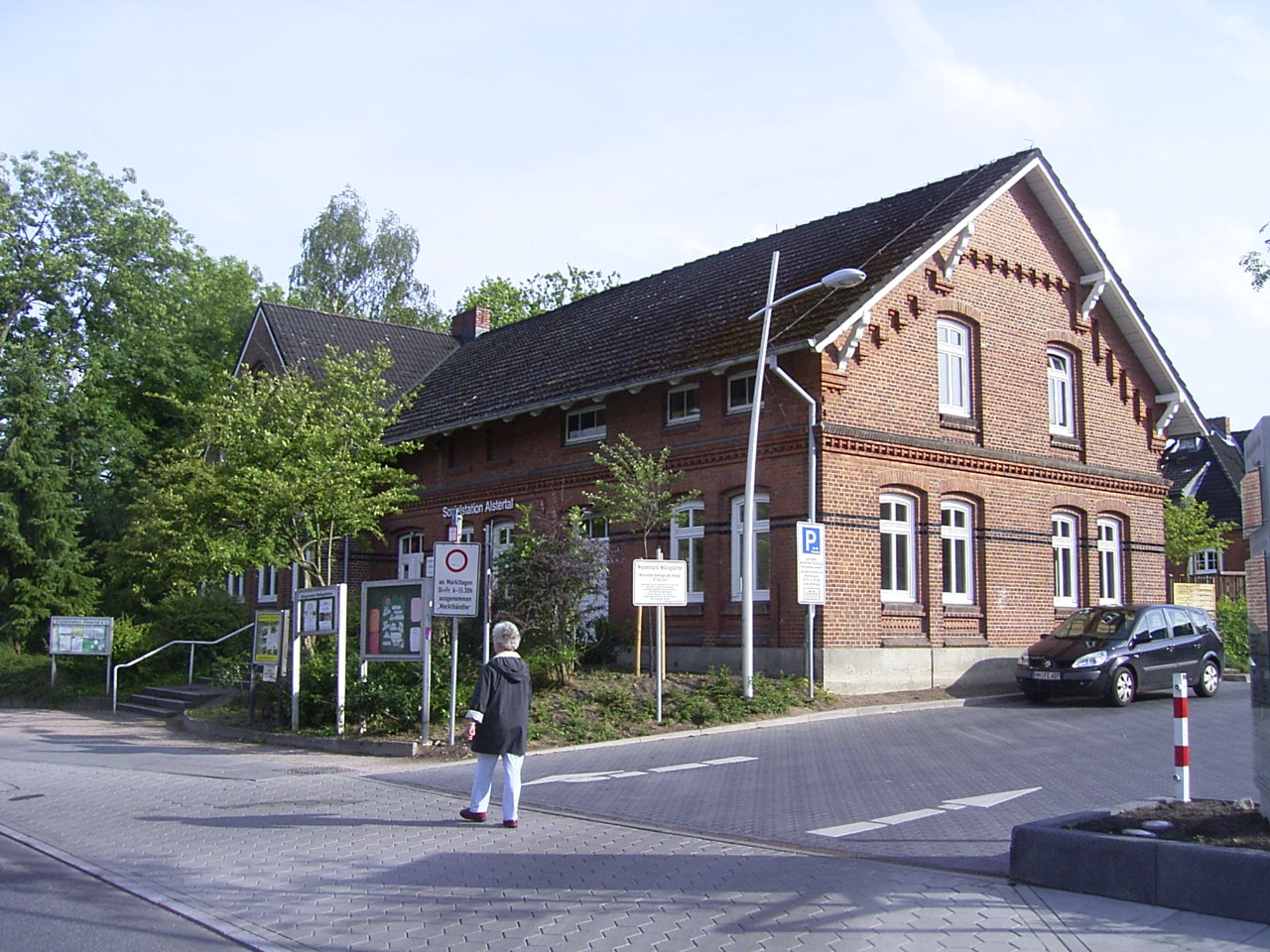
Die alte Volksschule an der Rolfinckstraße beherbergt heute unter anderem eine Sozialstation und einen Kindergarten. Die Bücherhalle, die sich früher auch hier befand, wurde inzwischen nach Poppenbüttel verlegt.

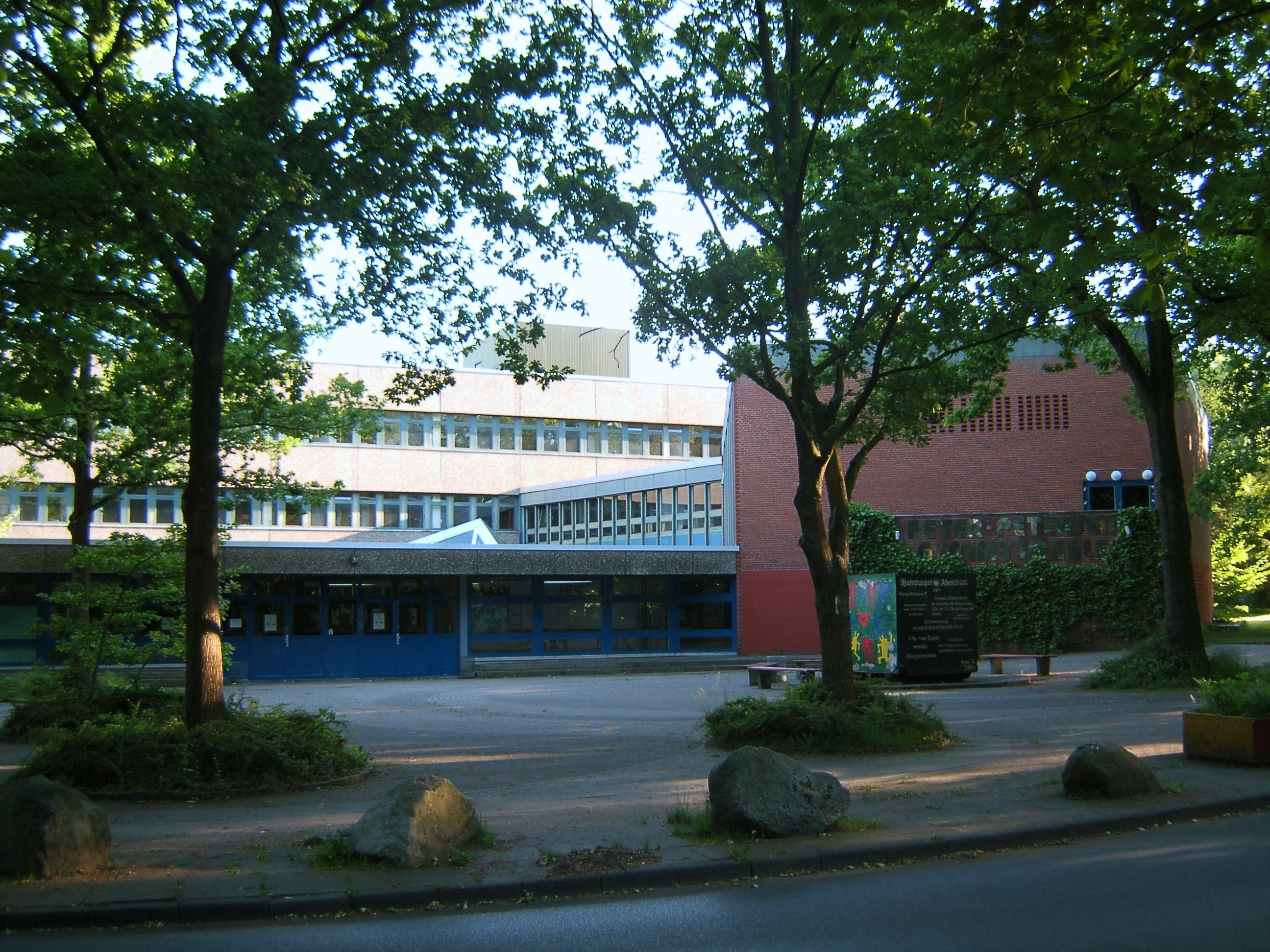
Peter-Petersen-Gesamtschule 2006 (heute Irena-Sendler-Schule)

Für 1812 ist eine Schule mit 58 Kindern in einem ehemaligen Gärtnerhaus des Gutes nachgewiesen. 1828 wurde sie in eine ehemalige Kattunfabrik an der Landstraße nach Ohlsdorf, dem heutigen Wellingsbüttler Weg, verlegt. Eine neue Volksschule wurde 1895 an der damaligen Eichenstraße, der heutigen Rolfinckstraße, errichtet und 1915 erweitert. 1934 wurde aufgrund des Bevölkerungszuwachses mit der Schule an der Strenge eine zweite Volksschule errichtet.
1946 wurde die alte Volksschule in eine Jenaplanschule umgewandelt und erhielt den Namen „Peter-Petersen-Schule“, nach dem Begründer der Jenaplan-Pädagogik. Sie bekam in den 1950er Jahren einen Neubau in der Straße Am Pfeilshof und wurde Ende der 1960er Jahre zu einer der ersten Integrierten Gesamtschulen Hamburgs, die heute als „Irina-Sendler-Schule“ eine Stadtteilschule ist. Der alte Schulbau an der Rolfinckstraße wurde noch bis Mitte der 1970er Jahre als Grundschulstandort der Peter-Petersen-Schule weiter betrieben und beherbergt heute mehrere soziale Einrichtungen für den Stadtteil. Die Schule an der Strenge ist seit vielen Jahren eine reine Grundschule. Ein eigenes Gymnasium hat es in Wellingsbüttel nie gegeben. Die Gymnasialschüler besuchen Schulen in den umliegenden Stadtteilen.

## Sport
- TSC Wellingsbüttel v. 1937 (Sportplatz am Pfeilshof, Waldingstr. 91)
- Klipper THC (Eckerkamp 40)
- Der Club an der Alster (Am Pfeilshof 16)

## Verkehr

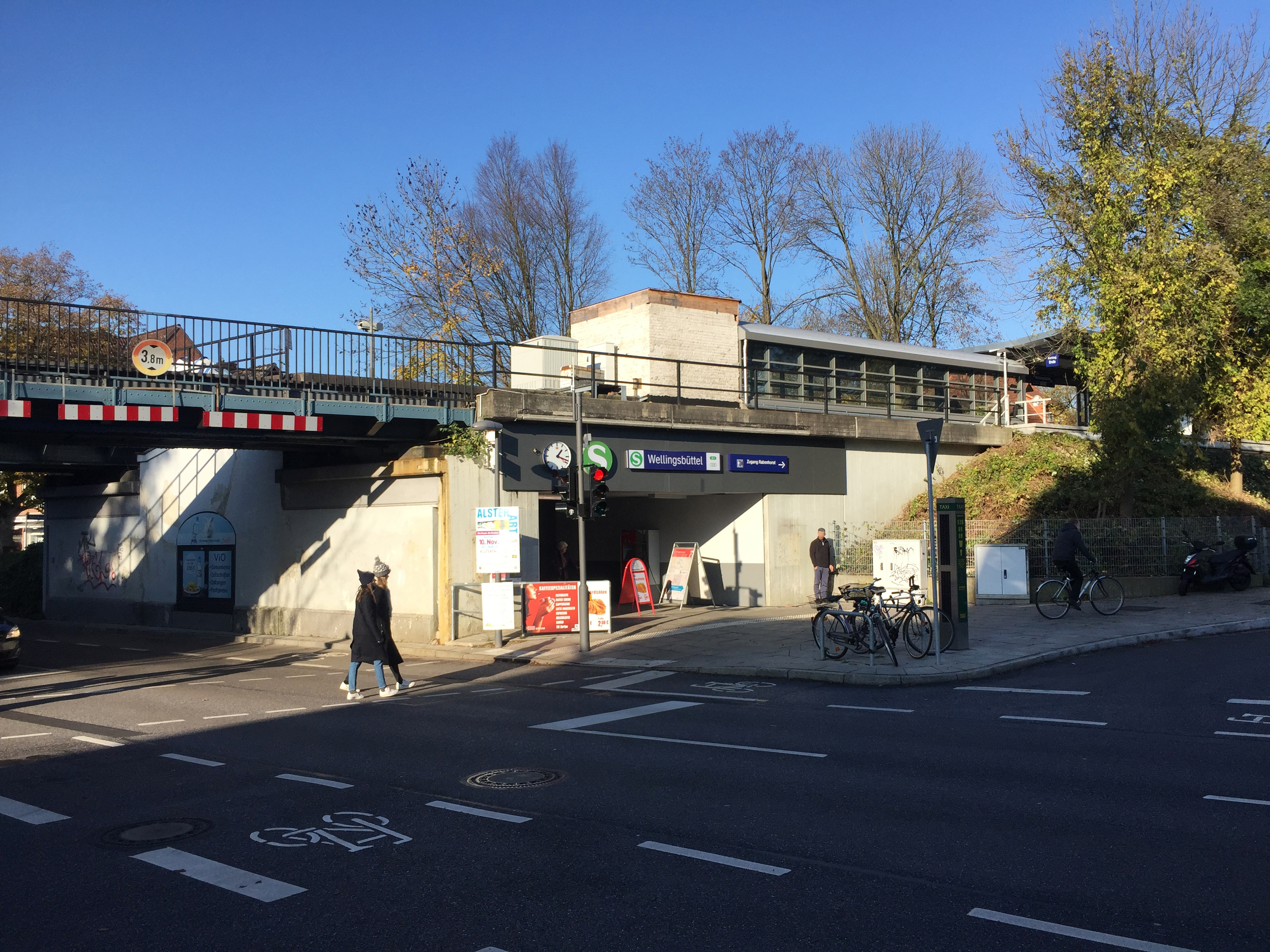
S-Bahnhof Wellingsbüttel

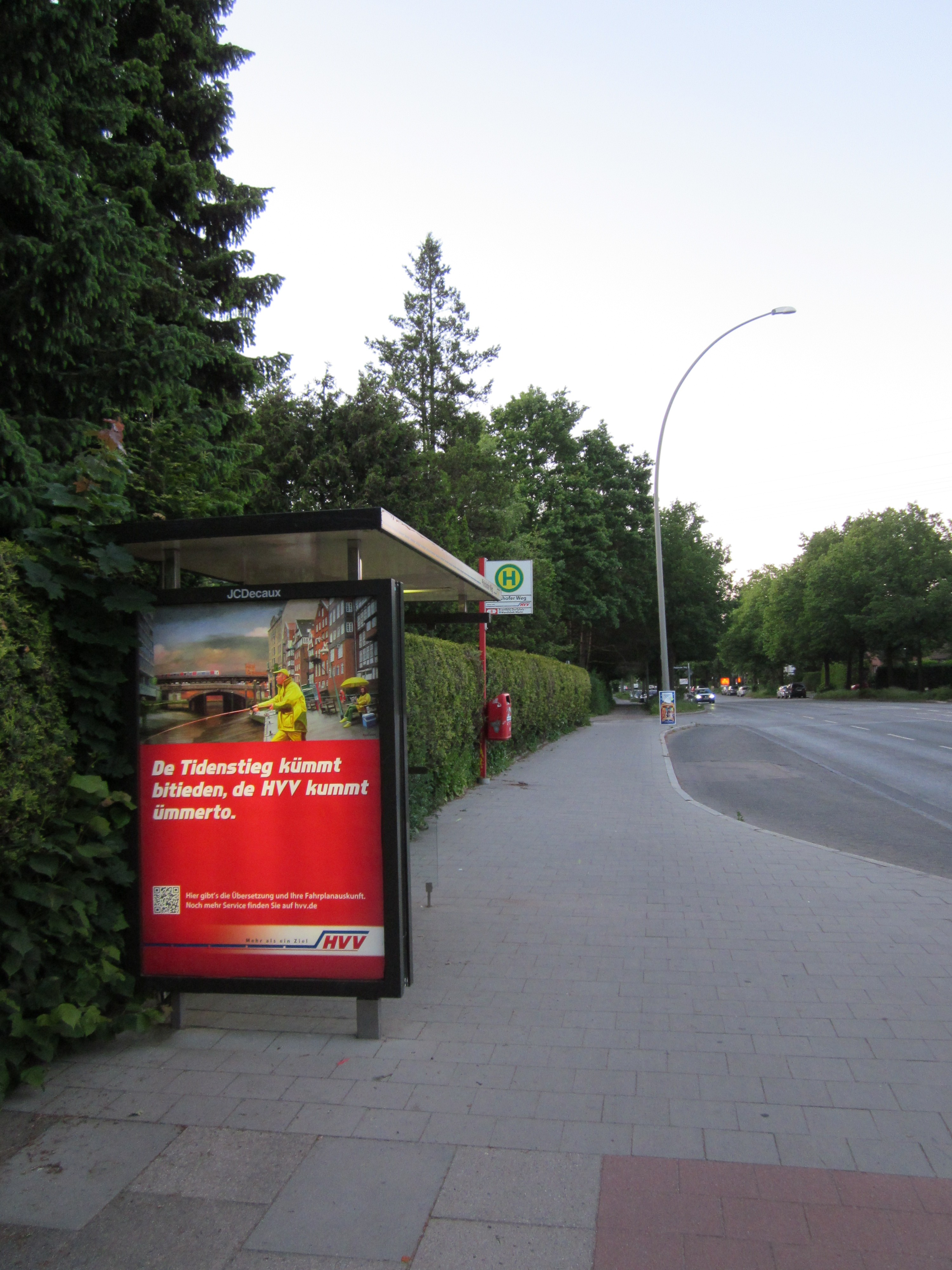
Metrobus-Haltestelle Pfeilshofer Weg

### ÖPNV
Durch Wellingsbüttel führt die Alstertalbahn, die im Stadtteil mit den Stationen Hamburg-Wellingsbüttel und Hamburg Hoheneichen im Verlauf der heutigen Linie S1 der S-Bahn Hamburg zwei Bahnhöfe hat. Im Jahr 2010 erhielt der Bahnhof Hoheneichen einen Aufzug. Der Bahnhof Wellingsbüttel, der über eine Bushaltestelle verfügt, wurde im Jahr 2019 barrierefrei ausgebaut und besitzt nun ebenfalls einen Aufzug. Die Haltestelle verknüpft im Busverkehr in Hamburg mit drei Linien: 27 (Wellingsbüttel – Farmsen – Jenfeld – Billstedt), 168 bzw. 368 (jeweils Wellingsbüttel – Berne – Farmsen – Rahlstedt Bf). Zudem verkehrt die Metrobuslinie 8 (S-Bf. Poppenbüttel – Bramfeld – U-Bf. Wandsbek-Markt) auf der Saseler Chaussee und trifft an der Haltestelle Rolfinckstraße auf die drei vorgenannten Linien. Im ganzen Stadtteil sind insgesamt fünf Bushaltestellen vorhanden. Eine weitere Buslinie im Verlauf des Wellingsbüttler Wegs ist in Zusammenhang mit dem „Hamburg-Takt“ geplant.

### Kfz-Verkehr
Durch Wellingsbüttel verlaufen vier Hauptverkehrsstraßen. Unter anderem bildet die Saseler Chaussee (ehem. B434) eine bedeutende Nord-Süd-Verbindung.
Das Wohngebiet ist hauptsächlich durch Tempo-30-Zonen erschlossen.

### Radverkehr
Durch Wellingsbüttel verläuft über die Saseler Chaussee die Veloroute 5. Eine ursprüngliche Führung durch das Wohngebiet wurde wegen „verkehrlichen Gründen“ aufgegeben. Im Zuge der Veloroute wurden die Geh- und Radwege im Verlauf der Saseler Chaussee Instand gesetzt und verbreitert.
Am Bahnhof Wellingsbüttel ist eine Bike-and-Ride Anlage in Planung. In der Nähe des Bahnhofs besteht außerdem seit 2021 eine StadtRAD Fahrradleihstation.

## Vereine
- Alsterverein[23]
- DHB – Netzwerk Haushalt[23]
- Freiwillige Feuerwehr Wellingsbüttel[24]
- Freundeskreis der Alstertaler Jugendfeuerwehren e. V.[25]
- GHV Lohe.[23]
- Haus Georgshang.[23]
- Haus- und Grundeigentümerverein Wellingsbüttel[23]
- International Fourteen Foot Dinghy Klassenvereinigung Björn Frasch[23]
- Kinnings Kinder verändern das Leben[23]
- Lohnsteuerhilfeverein[23]
- MAS Musik-Akademie für Senioren[23]
- Niederdeutsche Buchgilde[23]
- Rettet den Regenwald[23]
- Verein für Heimatkunde Rellingen u. Umg. v. 1976[23]